# Efemeridtidsskalan
Efemeridtidsskalan ET (från engelskans Ephemeris Time) är en numera övergiven tidsskala som baseras på jordens rörelse i sin bana kring solen. Denna rörelse är betydligt stabilare än jordens rotation kring sin egen axel. Från 1960 fram till 1967, då den Internationella atomtidsskalan TAI ersatte ET, definierades SI-enheten 1 sekund som 1/31556925,9747 av det tropiska årets längd - det vill säga det år som beräknas genom observationer mot solen - i början av år 1900. Detta innebär att 1 sekund sattes lika med en medelsekund av jordens rotation i slutet av 1800-talet. Tidsskalans början, den s.k initiala fasen, är vald så att ET och UT1 approximativt överensstämde år 1900. På grund av det långsamma nedsaktandet av jorden rotation kring sin egen axel, och övriga variationer, var 2010 skillnaden ET - UT1 omkring 66 sekunder.
Inom astronomin föreslogs ET år 1948 och accepterades 1952 av IAU.  ET användes sedan ända fram till 1984 då den ersattes av Terrest Tid, TT, som bygger på atomtidsskalan men försöker vara kontinuerlig med den tidigare ET-tidsskalan, och följande samband gäller mellan TT och TAI:
TT - TAI = 32,184 sekunder
Denna skillnad beror på att TAI definierades som lika med UT2 den 1 januari 1958 00:00:00 UT2, och på den tiden var ET - UT2 lika med 32,18 sekunder.
ET definieras från Simon Newcomb's teori för solens skenbara rörelse på himlen (d.v.s. jordens rörelse runt solen), men har i praktiken realiserats på andra sätt.  Före atomurens tid bestämde man ET främst genom observationer av månens ockultationer av stjärnor.  Detta var ett besvärligt och tidsödande sätt att bestämma ET, och i praktiken kunde ET vid ett visst ögonblick inte bestämmas förrän några år i efterhand med den metoden.  När atomur blev tillgängliga användes istället dessa för att bestämma ET - det var inte bara enklare och mer praktiskt utan visade sig också vara noggrannare.